# Phlegra touba
Phlegra touba là một loài nhện trong họ Salticidae.
Loài này thuộc chi Phlegra. Phlegra touba được Dmitri Viktorovich Logunov & Azarkina miêu tả năm 2006.